# Частичное банковское резервирование
Частичное банковское резервирование — банковская деятельность, при которой только некоторая часть банковского вклада хранится как банковские резервы в виде наличности или других высоколиквидных активов, доступных для снятия денег со счёта. Большую же часть отданных на хранение денег банк выдаёт обратно в виде кредитов, при этом оставляя возможность изъятия только части депозитов по требованию. Частичное банковское резервирование практикуется большинством современных коммерческих банков.
Когда наличность отдаётся на хранение в банк, лишь некоторая часть этих средств удерживается в качестве резерва, а оставшаяся часть может быть выдана в виде кредита (или потрачена банком на покупку ценных бумаг). Деньги, выданные или потраченные подобным образом, впоследствии размещаются на хранение в другом банке, тем самым создавая новые депозиты и позволяя снова выдавать их в кредит. Кредитование, повторное депонирование и повторное кредитование денежных средств увеличивает денежную массу в стране. Из-за повсеместного частичного банковского резервирования денежная масса большинства стран во много раз превосходит денежную базу, созданную центральным банком страны. Такое умножение (называемое денежным мультипликатором) ограничивается нормой обязательных резервов или требованиями других финансовых коэффициентов, предписанных финансовыми регуляторами.
Обычно центральный банк требует от коммерческих банков сохранять минимальную часть отданных вкладчиками денежных средств в виде резерва, который может быть возвращён по требованию. Эта норма обязательных резервов помогает ограничить количество создаваемых денег в коммерческой банковской системе и способствует тому, чтобы банки имели достаточно наличности, чтобы удовлетворять повседневному спросу на изъятие денежных средств. Проблемы могут возникнуть, когда многие вкладчики начнут одновременно закрывать свои депозиты; это может вызывать «бегство вкладчиков» (наплыв в банк требований о возвращении вкладов) либо, когда проблема изъятия чрезмерная и повсеместная, финансовый кризис. Для сдерживания подобных проблем, центральные банки (или другие государственные институты: регуляторы, надзор за коммерческими банками) действуют по отношению к коммерческим банкам как кредиторы последней инстанции, а также выступают в качестве гаранта страхования вкладов в коммерческих банках.

## История
Бережливый человек всегда искал возможность сохранения своих ценностей, например в виде золотых или серебряных монет в сейфах у ювелиров, получая от них взамен расписку о сделанном вкладе (см. Амстердамский банк). После того, как с течением времени данные расписки стали надёжным средством обмена (люди стали верить в эти расписки так, как будто бы это и есть золотые и серебряные монеты, отданные ранее на хранение ювелиру), с этого момента можно считать, что ранняя форма бумажных денег, в виде расписок ювелиров, появилась на свет.
Так как эти расписки стали напрямую использоваться в торговле, ювелиры заметили, что обычно люди не требовали вернуть свои вклады в один и тот же момент и увидели возможность выдачи этих резервных монет в виде кредитов под проценты. Такая деятельность генерировала доход для ювелиров, но при этом оставляя их с расписками сверх имеющихся для выплаты резервов. Таким образом ювелиры начали изменяться от пассивных хранителей золотых слитков, берущих плату за сохранение ценностей, до приносящих процентный доход банков. Так появилось на свет частичное банковское резервирование.
Однако если кредиторы (владельцы расписок о золоте, отданном на хранении) потеряли бы веру в способность банка выплатить по своим обязательствам, многие вкладчики могли бы одновременно потребовать у банка вернуть свои вклады. И если банк в ответ не сможет найти достаточно средств для удовлетворения требований своих вкладчиков, это может привести к неплатежеспособности или невыполнению своих обязательств. Такая ситуация называется «бегство вкладчиков» (наплыв в банк требований о возвращении вкладов) и являлась причиной прекращения деятельности многих первых банков.
Повторяющиеся провалы банков и финансовые кризисы привели к созданию института Центрального Банка — государственное учреждение, имеющее полномочия регулировать деятельность коммерческих банков, устанавливать требования к резерву и действовать как кредитор в последней инстанции, если банк испытывает недостаток ликвидности. Появление центральных банков ослабило опасности, связанные с частичным банковским резервированием.
Начиная примерно с 1991 года в странах с развитой экономикой удалось достичь консенсуса относительно оптимальных методов денежной политики. В сущности, центральные банки отказались от попыток прямого контроля за количеством денег в экономике и взамен перешли к непрямым методам таргетирования/установки учётной ставки.

### Причины существования
Частичное банковское резервирование позволяет людям инвестировать свои деньги без потери возможности использования их по требованию. Так как большинство людей не нуждаются в использовании всех своих денег всё время, банки выдают эти деньги (хранящиеся у них на депозите), под процент другим, тем самым зарабатывая себе дополнительную прибыль. Тем самым банки действуют как финансовые посредники — способствуют инвестированию денежных средств бережливых людей. Банки со 100 % резервированием, с другой стороны, не допускают возможности инвестирования таких бессрочных вкладов (так как все деньги заперты в виде резерва) и менее ликвидные инвестиции (такие как государственные ценные бумаги, облигации и срочный вклад) запирают на время деньги кредиторов, делая их недоступными для использования кредиторами.
Согласно господствующей экономической теории, регулируемое частичное банковское резервирование предоставляет определённые преимущества экономике, путём обеспечения регуляторов мощным инструментом управления денежной массой и учётной ставкой, которую многие считают необходимой для здоровой экономики.
Банки, которые попадают под защиту регулирования центрального банка, имеют иные (отличающиеся от обычного бизнеса) нормы банкротства. По этой причине вклады до востребования большинства банков сохраняют свою ценность, которые при других обстоятельствах подверглись бы опасности платежеспособности.

## Как это работает
Природа современной банковской системы такова, что доступные наличные резервы в банке для выплат по вкладам до востребования могут составлять лишь часть от размещённых вкладчиками депозитов. В большинстве правовых систем вклад до востребования в банке (например, чековый или сберегательный счёт) рассматривается как заём банку (вместо передачи товара другому лицу (на определённых условиях)), подлежащий выплате по первому требованию, которые банк может использовать на финансирование своих инвестиций в кредитовании или процентных бумаг. Банки делают прибыль, основанную на разнице процентов, под которые они выдают кредиты, и процентов, которые они выплачивают своим вкладчикам. Так как банки выдают в виде кредитов бо́льшую часть размещаемых у них денег, оставляя только лишь некоторую часть в виде резерва, они неизбежно имеют меньше денег, чем сальдо по счетам (баланс бюджета) своих вкладчиков.
Главная причина, по которой клиенты кладут в банки свои ценности — это возможность хранить свои сбережения в такой форме, когда в любой момент можно потребовать вернуть свой вклад. Всё же вкладчики могут потребовать полный возврат своих сбережений, хотя большинство их сбережений уже инвестировано банком в приносящие проценты кредиты и ценные бумаги. Владельцы счетов до востребования могут забрать свои вклады в любое время. Если все вкладчики банка сделают это одновременно, тогда банк столкнётся с ситуацией бегства вкладчиков, и, скорее всего, банк закроется. Благодаря наличию института центрального банка в настоящее время это случается редко, так как обычно центральные банки выступают гарантами депозитов в коммерческих банках и выступают кредиторами последней инстанции в случае наплыва в банк требований о возвращении вкладов. Несмотря на это, недавно было несколько ситуаций бегства вкладчиков, например кризис банка Northern Rock в 2007 году в Великобритании, коллапс Washington Mutual в сентябре 2008 года. Несмотря на это, в данных случаях банки показали на практике несостоятельность во время наплыва требований. Тем самым эти наплывы требований просто форсировали неминуемый, при любых обстоятельствах, крах.
В случае отсутствия кризисов частичное банковское резервирование обычно функционирует достаточно ровно, потому что в любой момент времени всего лишь немногие, по отношению к общему количеству, вкладчики забирают свои вклады, и резерв наличности может легко поддерживаться на одном уровне, достаточном для удовлетворения повседневной потребности. Кроме того, в нормальной экономической среде, наличность постоянно вводится в обращение центральными банками, и новые денежные средства постоянно отдаются на хранение в коммерческие банки.
Однако если банк испытывает финансовый кризис, и общие требования к выплате существенно превышают повседневный спрос, у банка не окажется достаточно наличности и банк вынужден будет добывать дополнительные фонды, чтобы избежать окончания резервов и не исполнения своих обязательств. Банк может добыть фонды путём дополнительных заимствований (например на денежном рынке или используя кредитные линии с другими банками), или путём продажи своих активов, или беря краткосрочные займы. Если кредиторы будут опасаться того, что банк может столкнуться с кризисом наличности или быть неплатежеспособным, они будут стимулированы как можно скорее вернуть свои деньги, прежде чем другие вкладчики начнут забирать свои, запуская тем самым каскад требований, который может привести к полномасштабному бегству вкладчиков.

## Увеличение денежной массы
Современная система центральных банков позволяет множеству банков применять на деле частичное резервирование без риска банкротства при межбанковских деловых переводах. Процесс частичного резервирования имеет синергетический эффект на создание банками денег, существенно увеличивая денежную массу в экономике..
Существует два типа денег в системе частичного банковского резервирования используемых в центральном банке:
1. деньги Центрального Банка — деньги созданные или принятые Центральным Банком независимо от их формы (драгоценные металлы, сертификаты на товары, банкноты, монеты, электронные деньги выданные коммерческим банкам, или все что угодно другое выбранное Центральным Банком как некой формой денег).
2. деньги коммерческого банка (депозиты до востребования в системе коммерческих банков) — иногда также называемые как деньги чековой книжки.

Когда в коммерческом банке сделан депозит на деньги Центрального Банка, они изымаются из оборота и добавляются в резервы коммерческих банков (они больше не учитываются как часть денежной массы). Одновременно, равное количество денег коммерческого банка создаётся в виде банковских депозитов. Когда коммерческим банком выдаётся кредит на деньги ЦБ (коммерческий банк сохраняет лишь некоторую часть денег ЦБ в виде резерва), денежная масса увеличивается на величину выданного кредита.

### Пример
В нижеприведённой таблице показано как кредиты капитализируются и как это влияет на денежную массу. Также в ней показано как деньги ЦБ используются для создания денег коммерческого банка исходя из первоначального депозита в 100 единиц денег ЦБ. В примере первоначальный депозит выдаётся 10 раз с величиной частичного резервирования в размере 20 %, что в конечном счёте приводит к созданию 400 единиц коммерческих денег. Каждый последующий банк, вовлечённый в этот процесс, создаёт новые коммерческие деньги на всё уменьшающуюся долю первоначальных денег ЦБ. Это возможно благодаря тому, что банки выдают только долю депонированных денег ЦБ для того, чтобы удовлетворить требованиям резервирования и для обеспечения достаточного резерва, чтобы удовлетворить повседневный спрос в наличности.
Процесс начинается когда первоначальный депозит в размере 100 единиц денег ЦБ создаётся в Банке А. Затем Банк А выделяет 20 % (20 единиц), в виде резерва, а оставшиеся 80 % (80 единиц), выдаёт в качестве кредита. В этот момент денежная масса суммарно равняется 180 единиц, а не 100, так как банк выдал кредит в размере 80 единиц, сохраняя 20 единиц в виде резерва (не являющиеся частью денежной массы), замещающие недавно созданную долговую расписку на 100 единиц для вкладчика, которая действует равнозначно и может быть всецело погашена деньгами ЦБ (вкладчик может перевести её на другой счет, может выписать чек на неё, потребовать свою наличность на неё обратно, и т. д.). Такие требования вкладчика к банку называются вкладом до востребования или деньгами коммерческого банка и просто записаны на банковском счёте как платёжное обязательство (пассив) (а именно как долговая расписка вкладчику). Со стороны вкладчика, деньги коммерческого банка эквивалентны деньгам ЦБ — невозможно разделить эти две формы денег пока не произойдет бегство вкладчиков (при котором всем срочно требуются деньги ЦБ).
К этому моменту Банк А имеет всего лишь 20 единиц денег ЦБ на своих счетах. Получатель кредита держит 80 единиц денег ЦБ, но вскоре он израсходует их. Следующий получатель этих 80 единиц в свою очередь внесёт их на вклад в Банке В. Сейчас Банк В находится в той же ситуации, с которой начинал Банк А, за исключением того момента, что депозит равен уже 80 единицам денег ЦБ, а не 100. Поступая подобным же образом, Банк В сохраняет 20 % от 80 (16 единиц) в качестве резерва, а оставшиеся 64 единицы выдаёт в виде кредита, тем самым увеличивая денежную массу ещё на 64 единицы. По мере продолжения процесса, создаётся все больше и больше денег коммерческого банка. Для упрощения таблицы, для каждого депозита используются различные банки. В реальном мире, выданные одним банком кредиты могут быть в него же и возвращены, то есть вся банковская система коммерческих банков может рассматриваться как один коммерческий банк.
| Банк | Размер депозита               | Размер кредита               | Резервы                                |
| ---- | ----------------------------- | ---------------------------- | -------------------------------------- |
| A    | 100                           | 80                           | 20                                     |
| B    | 80                            | 64                           | 16                                     |
| C    | 64                            | 51.20                        | 12.80                                  |
| D    | 51.20                         | 40.96                        | 10.24                                  |
| E    | 40.96                         | 32.77                        | 8.19                                   |
| F    | 32.77                         | 26.21                        | 6.55                                   |
| G    | 26.21                         | 20.97                        | 5.24                                   |
| H    | 20.97                         | 16.78                        | 4.19                                   |
| I    | 16.78                         | 13.42                        | 3.36                                   |
| J    | 13.42                         | 10.74                        | 2.68                                   |
| K    | 10.74                         |                              |                                        |
|      |                               |                              | Суммарные резервы:                     |
|      |                               |                              | 89.26                                  |
|      | Суммарная величина депозитов: | Суммарная величина кредитов: | Суммарные резервы + Последний депозит: |
|      | 457.05                        | 357.05                       | 100                                    |

Хотя физически никаких денег не было создано в дополнение к первоначальному депозиту в 100 единиц, тем не менее новые деньги коммерческого банка появились благодаря кредитам. Две ячейки, выделенные красным, показывают местоположение первоначального депозита по окончании всего процесса. Суммарные резервы плюс последний депозит (или последний кредит, в зависимости что будет последним) всегда равняются первоначальному депозиту, который, в данном случае, составляет 100 единиц. По мере продолжения данного процесса, всё больше и больше из ничего появляется новых денег коммерческого банка. С каждым последующим шагом количество уменьшается в соответствии с лимитом. Если построить график накопления депозитов, на нём будет видно, что кривая будет стремиться к определённому лимиту. Этот лимит есть максимально возможное количество денег, которые могут быть созданы при заданной величине обязательного резерва. Когда величина резерва составляет 20 %, как в вышеприведённом примере, максимальное количество денег, которые могут быть созданы, равняется 500 единицам и максимальное увеличение денежной массы составит 400 единиц.
Для каждого отдельного банка, депозит рассматривается как пассив, тогда как выдаваемый кредит и резервы как активы. Депозиты всегда будут равняться кредиты плюс банковские резервы, так как кредиты и резервы создаются на основе депозитов. Это есть основа для ведения банковского
бухгалтерского баланса.
Частичное банковское резервирование позволяет увеличивать или сокращать денежную массу. В общем виде, увеличение или сокращение денежной массы диктуется балансом между темпом выдачи новых кредитов и темпом погашения или не исполнения ранее выданных кредитов. На баланс этих двух темпов может повлиять, до некоторой степени, Центральный Банк.
Эта таблица даёт общую схему состава денежной массы по всему миру. Большинство денег в любой денежной массе состоят из денег коммерческих банков. Ценность денег коммерческого банка основывается на возможности свободно обменять их в банке на деньги ЦБ.
Реальное увеличение в денежной массе, благодаря этому процессу, может быть ниже, так как на каждом шагу банки могут придержать избыточные резервы на нормативно установленном минимуме, заемщики могут в реальности не использовать деньги, и некоторые граждане могут просто придержать наличность, и также может быть некоторая задержка или трения в процессе заимствования. Распоряжения правительства также могут быть использованы для ограничения процесса создания денег, для предотвращения выдачи банками кредитов, несмотря на то, что банки удовлетворяют требованиям обязательного резервирования.

### Банковский мультипликатор

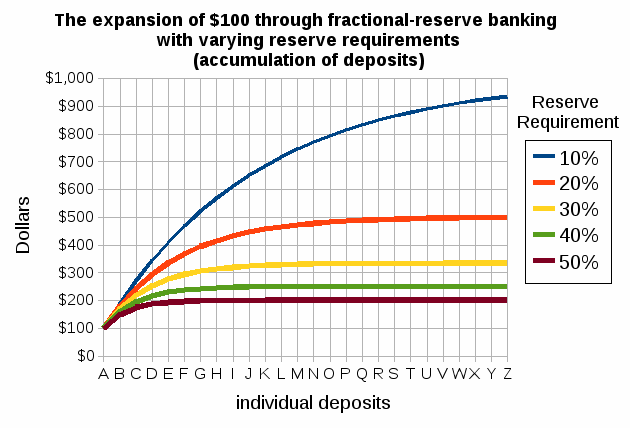
Увеличение 100 долларов посредством частичного банковского резервирования при различных требованиях к размеру обязательного резерва. Каждая кривая стремится к лимиту. Величину этого лимита рассчитывает банковский мультипликатор.

Наиболее часто используемым механизмом измерения увеличения денежной массы является банковский мультипликатор. Он рассчитывает максимальное количество денег, которые могут быть созданы из начального депозита при заданной величине резерва.

#### Формула
Банковский мультипликатор, m, есть обратная величина к требованию резерва, R:
{\displaystyle m={\frac {1}{R}}}
 Пример 
Например, при 20 % величиной резерва, это отношение, R, может быть записано в виде дроби:
{\displaystyle R={\tfrac {1}{5}}}
Получаем, банковский мультипликатор m есть:
{\displaystyle m={\frac {1}{1/5}}=5}
Это число надо умножить на первоначальный депозит, чтобы получить максимально возможное количество денег, создаваемых при заданных условиях.
Процесс создания денег также подвержен влиянию коэффициента убыли денежного обращения (currency drain ratio), то есть предрасположенность граждан хранить деньги дома, чем положить на счет в банке, и коэффициенту безопасного резерва (safety reserve ratio), то есть избыток резервных средств, которые банк держит добровольно — обычно эта величина ненамного превосходит официальные требования. Данные об избыточных резервах и наличности хранящейся в сейфах регулярно публикуются ФРС США. На практике, реальный банковский мультипликатор изменяется со временем и может быть существенно ниже, чем теоретический максимум.
К сожалению, существует множество других «банковских мультипликаторов» сбивающих с толку, некоторые из них ссылаются на темпы скорости изменения различных единиц измерения денег, другие к отношению абсолютных величин измерения денег.

### Требования к резерву
Норма обязательных резервов предназначена предотвратить банки от:
1. создания чрезмерного количества денег путём выдачи огромного количества кредитов при наличие слабой депозитной базы;
2. недостатка наличности, когда закрываются большие депозиты (хотя резервы есть узаконенный минимум, понятно, что в период кризиса или бегства вкладчиков, резервы могут быть доступными только на временной основе).

В дополнение к требованиям резерва существуют другие обязательные финансовые коэффициенты, влияющие на величину кредитов, которые банк может выдать. Наверное, самым важным их всех коэффициентов является коэффициент достаточности капитала. Когда отсутствуют обязательные требования к резерву, коэффициент достаточности капитала выступает как ограничитель от бесконечного банковского процесса выдачи кредитов.

### Альтернативные взгляды
Теория эндогенных денег датируется XIX веком, описана Йозефом Шумпетером, и, позднее, последователями посткейсианства. Теория эндогенных денег утверждает, что поддержка денег задаётся кредитом и эндогенность задаётся потребностями к банковским кредитам, а не внешней политикой монетарных властей. Хотя это и не является убеждением главенствующей экономической теории, ряд центральных банкиров и экономистов кредитно-денежной политики верят в то, что банковский мультипликатор или модель перекредитования, не является реалистичным способом описания того, как банки работают в реальности и нежели чем депозиты приводят к кредитам, обратная причинная связь, кредиты приводят к депозитам.
Чарльз Гудхарт, авторитет в сфере ЦБ, на протяжении многих лет поощрял различные подходы к анализу денежной массы и говорил, что базовая модель банковского мультипликатора была «таким неполным способом описания процесса определения имеющегося денежного запаса, что итоговая сумма неправильно истолковывалась». Десять лет спустя он сказал: «Почти все кто работал в ЦБ верят что этот взгляд полностью ошибочен; в частности, он и игнорирует причастность некоторых ключевых базисных особенностей современной банковской системы…».
Гудхарт охарактеризовал денежную массу, находящуюся в обращении, как зависимую эндогенную переменную. В 1994 году Марвин Кинг сказал, что причинно-следственная связь между деньгами и потребностью является спорным моментом, потому что, хотя учебники и предполагают, что деньги есть то, что вызывается внешними причинами, в Великобритании деньги есть эндогенная вещь, так как Банк Англии обеспечивает «base money on demand» (основные деньги для удовлетворения потребности в них) и «broad money» создаётся банковской системой (broad money — количество циркулирующих денег, заданных агрегатом М3 плюс иностранная валюта на депозите???).
Сет Карпентер (Seth B. Carpenter) и Сельва Демиралп (Selva Demiralp) пришли к выводу в учебнике, что мультипликатор «base money» невозможен в США.

## Денежная масса

Составляющие денежной массы США с устранением сезонных колебаний с января 1959 года по февраль 2016 года (в миллиардах долларов)

Составляющие денежной массы США с устранением сезонных колебаний с февраля 1996 года по февраль 2016 года (в миллиардах долларов)

Денежная масса в обращении это отчёт Совета управляющих Федеральной Резервной Системы, отражающий динамику изменения основных денежных агрегатов М2 и М3, из которых основным финансово-банковским показателем находящейся в обращении денежной массы считается денежный агрегат М2, который измеряется в процентах от предыдущего значения или в доле от ВВП.
В США данные агрегаты определяются ФРС как:
| Measure | Definition |
| ------- | --- |
| M0      | Общее количество материальной (вещественной) валюты, плюс счета в центральном банке, которые могут быть обменены на материальную валюту. |
| M1      | M0 + часть M0 в качестве резерва или наличные в хранилище + депозиты до востребования («текущий чековый счёт» (с которого снимаются деньги по чекам клиента) или «текущий банковский счет» (не сберегательный; допускающий выписку чеков)). |
| M2      | M1 + большинство срочных вкладов, депозитные счета денежного рынка, а также депозитные сертификаты до $100,000). |
| M3      | M2 + все остальные депозитные сертификаты, депозиты в евродолларах и сделки РЕПО. |

Данные по агрегату М3 заканчиваются в марте 2006 года, так как Федеральная Резервная Система прекратила публиковать эти данные мотивируя тем, что стоимость сбора данных весьма существенная, а получаемая информация не значительна. Остальные три денежных агрегата будут продолжать публиковаться в деталях и дальше.
В январе 2007 года количество денег ЦБ было $750,5 миллиардов, в то время как количество денег коммерческих банков (в агрегате М2) $6,33 триллиона.
Частичное банковское резервирование определяет соотношение между количеством денег ЦБ, иначе говоря валюты (то есть национальной денежной единицы) в официальной статистике и итоговой величиной денежной массы. Большинство денег в этих системах есть деньги ЦБ. Частичное банковское резервирование приводит к выпуску и созданию денег коммерческого банка, которые увеличивают денежную массу. Эмиссия денег через банковскую систему есть механизм денежной передачи, посредством которого ЦБ может непрямо влиять на размер учётной ставки (хотя банковские нормы также могут быть изменены для влияния на денежную массу, в зависимости от обстоятельств).

## Регулирование
Неотъемлемой сущностью частичного банковского резервирования является возможность существования ситуаций бегства вкладчиков, по этой причине и создан институт Центрального Банка, используемый по всему миру, чтобы реагировать на подобные проблемы.

### Центральные банки
Правительственный контроль и банковские предписания, относящиеся к частичному резервированию, главным образом используются для ограничительных мер по эмиссии банкнот и выдаче кредитов, и обеспечить поддержку во избежание банкротства и исков кредиторов, и/или, с другой стороны, защитить кредиторов посредством правительственных фондов, когда банки неплатежеспособные. Подобные меры включают:
1. Коэффициент обязательного резерва (RRRs, required reserve ratio)
2. Достаточность основного капитала[англ.]
3. Требования депозита государственных облигаций для эмиссии банкнот
4. Требования 100 % резервирования для эмиссии банкнот, например такое как Банковский акт 1844 года
5. Санкции в случае невыполнения обязательств банком и защита от кредиторов на многие месяцы или даже годы
6. ЦБ поддерживает банки испытывающие финансовые трудности, и правительство гарантирует денежные средства для банкнот и депозитов, во избежания бегства вкладчиков и для защиты банковских кредиторов

### Ликвидность и управление капиталом
Во избежание не платежей по своим обязательствам, банки должны поддерживать минимальный резерв в соответствии с регламентом и своими обязательствами. На практике это означает, что банки должны установить плановую величину коэффициента резерва и должны реагировать, когда фактический коэффициент падает ниже плановой. Подобными меры могут включать в себя:
1. Продавать или выкупать другие активы, или секьюритизация неликвидных активов,
2. Ограничения вложения денег в новые кредиты,
3. Заимствование фондов,
4. Уменьшение дивидендов
5. Дополнительные инструменты привлечения капитала.

Так как различные варианты финансирования имеют различную стоимость и различную надёжность, банки должны поддерживать низкую стоимость запасов и надёжные источники ликвидности, такие как:
1. Депозиты до востребования в других банках,
2. Высококачественные ходовые долговые облигации,
3. Обязательные кредитные линии с другими банками.

Как и в случае с резервами, другие источники ликвидности управляются посредством постановки целей.
Способность банка брать на время надёжные и экономически выгодные деньги является ключевым фактором, поэтому доверие в банковскую кредитоспособность является очень важным для её же ликвидности. Это означает, что банк должен поддерживать соответствующую капитализацию и эффективно управлять рисками, для успешного продолжения бизнеса. Если у кредиторов возникнут сомнения в том, что банковские активы стоят больше чем пассивы, все кредиторы тут же потребуют свои инвестиции назад, то есть будет бегство вкладчиков.

### Риск и разумное регулирование
В системе частичного банковского резервирования, в случае бегства вкладчиков, требования вкладчиков и держателей банкнот могут превышать банковские резервы, что будет причиной кризиса ликвидности в банке, и в конечном счёте, возможно приведут к кризису неплатежеспособности. В случае невыполнения своих обязательств, банку потребуется перевести свои активы в деньги и кредиторы банка могут пострадать, если не будет достаточно средств для уплаты своих обязательств. Так как публичные депозиты подлежат оплате по требованию, превращение активов в деньги может потребовать быстрой продажи активов и, потенциально, в больших количествах, чтобы повлиять на стоимость этих активов. В противном случае платежеспособный банк (чьи активы стоят больше, чем пассивы) может стать не платежеспособным из-за бегства вкладчиков. Подобная опасность потенциально стоит перед любой корпорацией, у которых есть кредиты или денежные обязательства, но это более критично для банков, так как они полагаются на публичные депозиты (которые могут быть изъяты в любой момент).
Хотя начальный анализ показывает, что в случае бегства вкладчиков банк не способен превратить свои активы в деньги, более полный анализ говорит о том, что вкладчики могут вызвать бегство вкладчиков только когда у них есть подлинный страх потери капитала, и что банк с сильным коэффициентом достаточности капитала с учтенной поправкой на риск, будет способен превратить свои активы в деньги или заполучить другие источники финансирования для избежания не исполнения своих обязательств.
Многие правительства навязали или установили систему страхования вкладов для того, чтобы защитить вкладчиков, в случае не исполнения банком своих обязательств и поддержать доверие народа к банковской системе частичного резервирования.
Ответной реакцией на проблемы финансового риска, описанного выше, может быть:
1. Рекомендация разумного регулирования, например коэффициент достаточности капитала, минимального резерва, Центральный Банк или другой властный надзор, страхование вкладов;
2. Предложение независимого банковского дела, для тех, кто верит что банковская система должна быть открытой для свободного входа[англ.] и конкуренции, что интересы должников, кредиторов и акционеров приведут к эффективному управлению риском;
3. Ограничения на изъятие: на некоторые банковские счета могут накладываться количественные ограничения на суммарное изъятие за день и для случаев изъятия больших сумм требование предварительного уведомления. В некоторых странах банковские законы могут позволять накладывать ограничения на изъятие при определённых обстоятельствах, хотя эти ограничения могут редко, если когда-либо вообще, использованы;
4. Оппоненты частичного банковского резервирования, которые настаивают на 100 % резервировании.

## Критика
См. Критика частичного банковского резервирования